# AGM-122 Sidearm

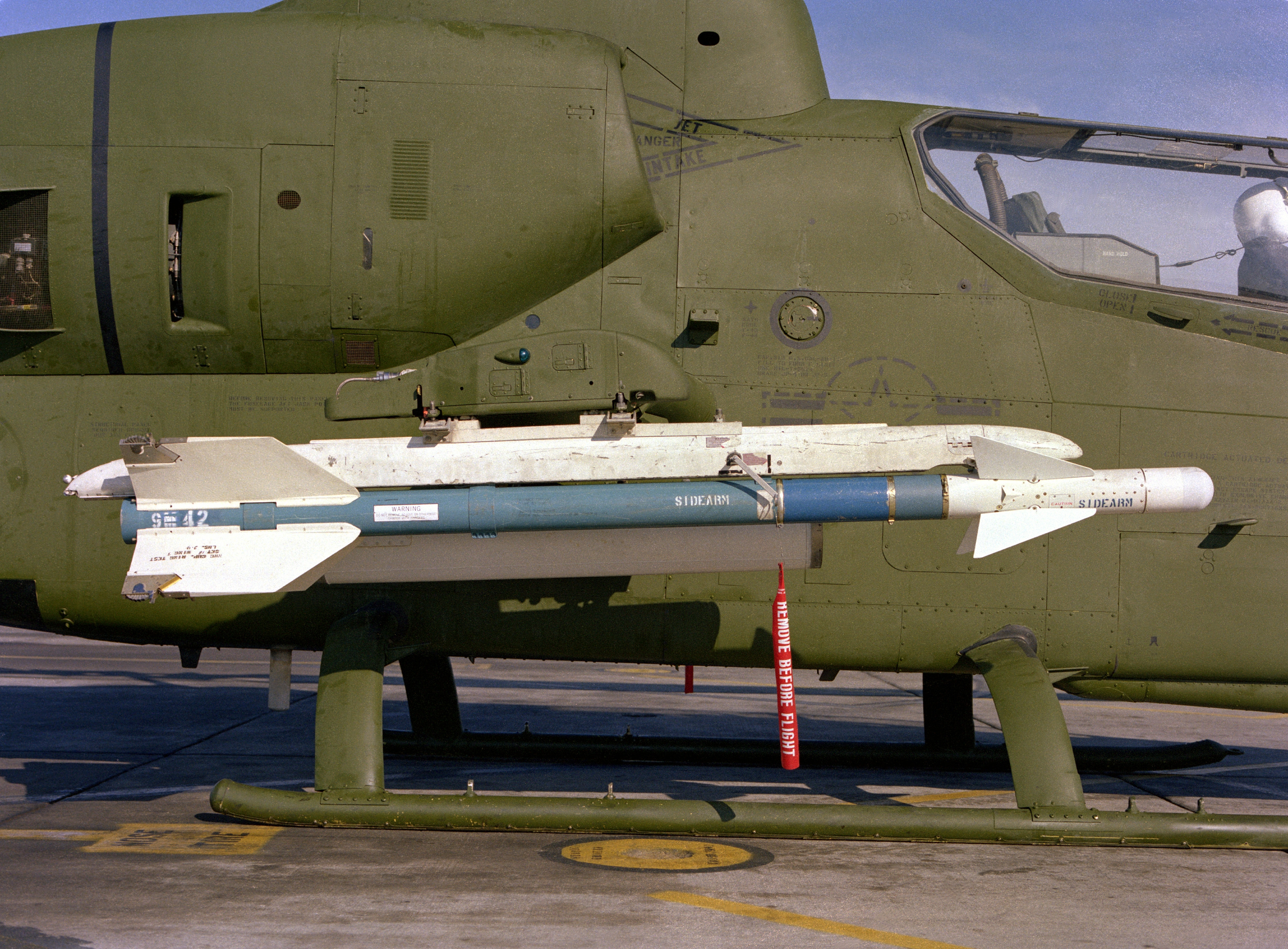
AGM-122 Sidearm

AGM-122 Sidearm – amerykański pocisk przeciwradarowy.
Na początku lat 80. XX wieku US Marine Corps (Korpus Piechoty Morskiej USA) rozpoczął poszukiwania lekkiego pocisku przeciwradiolokacyjnego, który miał być przenoszony przez śmigłowce bojowe i samoloty szturmowe. Ostatecznie przyjęto propozycję koncernu Motorola, który zaproponował odpowiednią adaptację rakiety powietrze-powietrze AIM-9C Sidewinder. Wersja C tej rakiety w odróżnieniu od innych Sidewinderów była naprowadzania przy pomocy półaktywnej głowicy radarowej. Pociski w tej wersji były przenoszone wyłącznie przez samoloty F-8 Crusader i po wycofaniu tych ostatnich z wyposażenia armii w magazynach uzbrojenia pozostało 885 pocisków AIM-9C. Motorola zaproponowała zastąpienie półaktywnej głowicy radiolokacyjnej głowicą pasywna, naprowadzającą się na źródło promieniowania radarowego. Do wskazywania celów miała służyć pokładowy system ostrzegający przed opromieniowaniem wiązką radaru. Rakiety AGM-122 weszły do uzbrojenia USMC pod koniec lat 80.; były przenoszone przez śmigłowce Bell AH-1 Cobra i samoloty AV-8B Harrier II.

## Dane taktyczno-techniczne
- Masa: 88,5 kg
- Masa głowicy bojowej: 4,5 kg
- Długość: 2,87 m
- Średnica kadłuba: 0,127 m
- Rozpiętość: 0,63 m
- Prędkość: ?? km/h
- Zasięg: 4 km